# Bernardo González Arrili
Bernardo González Arrili (Buenos Aires, 18 de octubre de 1892-Buenos Aires, 30 de julio de 1987) fue un escritor, historiador, profesor y periodista argentino.
Su primer cargo como docente fue en el Colegio Nacional Bernardino Rivadavia de Buenos Aires, donde fue profesor titular de Historia desde 1928; luego continuó en otros establecimientos educativos hasta fines de la década del cincuenta.  Como periodista colaboró en el diario La Prensa de Buenos Aires y en Radio Splendid entre 1956 y 1958 como asesor cultural. También fue el fundador y director del diario Norte de Salta.
En 1953 fue nombrado vicepresidente primero del Congreso Martiano, en La Habana, Cuba, y, desde 1971 hasta 1986,  presidente del Instituto Sarmiento de Sociología e Historia.

## Membresías
Fue miembro de varias academias.
- Academia Argentina de Letras, en la que fue tesorero entre 1973 y 1976.[6]
- Academia Nacional de Periodismo de Argentina.
- Instituto Belgraniano, Argentina.
- Junta de Estudios Históricos de San José de Flores, Argentina.
- Academia Hispanoamericana de Ciencias y Artes.
- Academia Nacional de Artes y Letras de Cuba.
- Ateneo de El Salvador.
- Real Academia de Ciencias y Letras de Cádiz, España.
- Academia Dominicana de la Historia en Santo Domingo, República Dominicana.

## Obras
González Arrili fue un escritor prolífico en varios géneros: novela, cuento, teatro, cine, pero principalmente se dedicó a la historia y las biografías. También durante muchos años fue colaborador en el suplemento literario del diario La Prensa de la Argentina.
- 1983. Ayer no más. (Calle Corrientes entre Esmeralda y Suipacha. Buenos Aires 1900). Buenos Aires: Academia Argentina de Letras. pp. 411.
- 1971. Renan. México: Cajica.
- 1970. La tiranía y la libertad (Juicio histórico sobre Juan Manuel de Rosas). Buenos Aires: Ediciones Líbera.
- 1969. Andasolo. Novela. Buenos Aires: F.A. Colombo
- 1967. Buenos Aires 1900. Buenos Aires: Centro Editor de América Latina.
- 1964. Historia de la Argentina, según la biografía de sus hombres y mujeres. Obra en diez tomos.
- 1961. Epistolario íntimo. Selección de cartas íntimas de Sarmiento. Buenos Aires: Ediciones Culturales Argentinas, Ministerio de Educación y Justicia, Dirección General de Cultura.
- 1960. Hombres de mayo. Buenos Aires: Editorial Crespillo. pp. 188.
- 1960. Los indios pampas, bandidos a medio vestir. Buenos Aires: Editorial Stilcograf.
- 1957. El diputado de la libertad. (Vida de Marco Manuel de Avellaneda). Buenos Aires: Editorial Bases. pp. 66.
- 1957. La vida atormentada de Leandro Alem. Buenos Aires: Editorial Signo. Originalmente publicado como Leandro N. Alem. (Una vida atormentada) en 1939. pp. 158.
- 1956. Vida y milagros de Míster Morris. Buenos Aires: Editorial y Librería La Aurora.
- 1954. Vida de Ameghino. Biografía. Santa Fe: Castellví. pp. 132.
- 1952. El libertador de América, José de San Martín. (Su vida narrada a la niñez y a la juventud). Buenos Aires: Editorial Activos. pp. 124.
- 1951. Buenos Aires 1900. Buenos Aires: Guillermo Kraft. pp. 238.
- 1951. Guido. Biografía. Buenos Aires: Editorial Kapelusz.
- 1950. Mujeres de nuestra tierra. Buenos Aires: Ediciones La Obra. pp. 143.
- 1950. Bosquejo de historia nacional. Buenos Aires: Ediciones La Obra. pp. 159.
- 1949. Indios de América. Buenos Aires: Ediciones La Obra. pp.122.
- 1948. Vida de Rufino Elizalde, un constructor de la República. Buenos Aires: F.A. Colombo. pp. 549.
- 1948. Belgrano. Biografía. Buenos Aires: Editorial Kapelusz. pp. 155.
- 1947. Mitre. Biografía. Buenos Aires: Editorial Kapelusz. pp. 152.
- 1945. Sesenta años de República: 1852-1912. Buenos Aires: La Obra. pp. 241.
- 1945. Rivadavia. Biografía. Buenos Aires: Sociedad Impresora Americana. pp. 141.
- 1944. Saavedra. Biografía. Buenos Aires: Sociedad Impresora Americana. pp. 149.
- 1944. El deán Funes. Biografía. Buenos Aires: Sociedad Impresora Americana. pp. 136.
- 1944. Mariano Moreno. Biografía. Buenos Aires: Sociedad Impresora Americana. pp. 155.
- 1942. Lavalle, paladín de la libertad (1797-1841). Biografía. Buenos Aires: L. Lasserre. pp. 190.
- 1940. Vida de Lisandro de la Torre. Buenos Aires: Talleres Orientación. pp. 302.
- 1940. Los afincaos. (Drama bárbaro). Teatro. En colaboración con Enzo Aloisi. Buenos Aires: Impresor M. Lorenzo Rañó. Sobre la base de este libro se realizó en 1943 la película del mismo nombre, producida por la compañía Teatro del Pueblo y dirigida por Leónidas Barletta.[7]
- 1940. Vida de Lisandro de la Torre.
- 1940. Historia argentina y americana. (Conforme al nuevo programa de historia para la enseñanza secundaria). Buenos Aires: Ángel Estrada. pp. 505.
- 1939. Leandro N. Alem. (Una vida atormentada). Buenos Aires: Editorial Sopena.
- 1938. Sarmiento. Biografía. Buenos Aires: J. Menéndez. pp. 125.
- 1937. Como eran los hombres de la historia argentina (o Retratos a pluma). Compilación. Buenos Aires: Librería y Casa Editora Jesús Menéndez. pp. 205.
- 1935. Historia argentina. (Curso elemental). Buenos Aires: Ángel Estrada. pp. 327.
- 1935. Mariano Moreno, su vida narrada a la juventud. Buenos Aires: Ediciones La Obra. pp. 132.
- 1928. El magistrado Vidaurre y su “Plan del Perú”. Barcelona: Araluce. pp. 62.
- 1928. El pobre afán de vivir. Buenos Aires: J. Menéndez.
- 1928. El futuro de América. Barcelona: Araluce.
- 1927. Mangangá (cuentos criollos). Buenos Aires: Editorial Argentina.
- 1926. Deliciosa Jujuy. Jujuy: B. Buttazzoni.
- 1926. La invasión de los herejes. Novela. Buenos Aires: J. Menéndez.
- 1923. Tierra mojada. Buenos Aires: H.A. Tommasi. pp. 157.
- 1922. La Venus calchaquí. Novela. Buenos Aires: Talleres Gráficos Bayardo de Francisco Lorenzo y Cía.
- 1919. Protasio Lucero. (Un porteño en provincias). Novela. 	Salta: Monerris. pp. 147.
- 1913. Roosevelt, América para los yanquis. Buenos Aires. pp. 54.

## Premios
Algunos de los premios que le fueron otorgados.
- 1984. Premio Konex de Platino a la mejor figura de la historia de las letras argentinas en el rubro «testimonial».
- 1979. Premio Consagración Nacional otorgado por la Secretaría de Cultura.
- 1967. Premio La Nación.